# 佐藤千矢子
佐藤 千矢子（さとう ちやこ、1965年 - ）は、日本のジャーナリスト、フェミニスト、毎日新聞論説委員。

## 来歴
愛知県生まれ。愛知県立岡崎高等学校、名古屋大学文学部卒業後、1987年毎日新聞社入社。長野支局、政治部（1990年）、大阪社会部、外信部を経て、2001年10月から3年半ワシントン特派員を務め、アフガニスタン紛争、イラク戦争、2004年アメリカ合衆国大統領選挙などを取材した。
帰国後は首相官邸キャップ（第一次安倍政権時）、政治部副部長、編集委員などを経て、2013年から論説委員として平和安全法制などを担当。2017年4月には全国紙で女性初の政治部長に就任し、以後大阪本社編集局次長、論説副委員長、東京本社編集編成局総務を経て、2022年4月からは再び論説委員を務めている。

## 著書
- 『オッサンの壁』（講談社現代新書、2022年4月）